# Vòng loại Giải vô địch bóng đá U-16 châu Á 1992
Vòng loại Giải vô địch bóng đá U-16 châu Á 1992

### Bảng 1
| Đội    | Điểm | Trận | Thắng | Hòa | Thua | Bàn thắng | Bàn thua |
| ------ | ---- | ---- | ----- | --- | ---- | --------- | -------- |
| UAE    | 3    | 2    | 1     | 1   | 0    | 4         | 1        |
| Kuwait | 1    | 2    | 0     | 1   | 1    | 1         | 4        |

| Kuwait | 1 - 1 | UAE |

| UAE | 3 - 0 | Kuwait |

### Bảng 2
| Đội     | Điểm | Trận | Thắng | Hòa | Thua | Bàn thắng | Bàn thua |
| ------- | ---- | ---- | ----- | --- | ---- | --------- | -------- |
| Bahrain | 5    | 3    | 2     | 1   | 0    | 5         | 2        |
| Qatar   | 4    | 3    | 1     | 2   | 0    | 3         | 2        |
| Iran    | 2    | 3    | 0     | 2   | 1    | 3         | 5        |
| Yemen   | 1    | 3    | 0     | 1   | 2    | 1         | 3        |

| Qatar | 1 - 1 | Bahrain |

| Iran | 1 - 1 | Yemen |

| Bahrain | 3 - 1 | Iran |

| Qatar | 1 - 0 | Yemen |

| Yemen | 0 - 1 | Bahrain |

| Qatar | 1 - 1 | Iran |

### Bảng 3
| Đội        | Điểm | Trận | Thắng | Hòa | Thua | Bàn thắng | Bàn thua |
| ---------- | ---- | ---- | ----- | --- | ---- | --------- | -------- |
| Bangladesh | 8    | 4    | 4     | 0   | 0    | 15        | 0        |
| Nepal      | 6    | 4    | 3     | 0   | 1    | 4         | 9        |
| Ấn Độ      | 4    | 4    | 2     | 0   | 2    | 9         | 4        |
| Pakistan   | 1    | 4    | 0     | 1   | 3    | 1         | 5        |
| Maldives   | 1    | 4    | 0     | 1   | 3    | 1         | 12       |

| Bangladesh | 4 - 0 | Maldives |

| Nepal | 2 - 1 | Ấn Độ |

| Pakistan | 1 - 1 | Maldives |

| Bangladesh | 8 - 0 | Nepal |

| Ấn Độ | 2 - 0 | Pakistan |

| Nepal | 1 - 0 | Maldives |

| Bangladesh | 11 - 0 | Pakistan |

| Ấn Độ | 6 - 0 | Maldives |

| Pakistan | 0 - 1 | Nepal |

| Bangladesh | 2 - 0 | Ấn Độ |

### Bảng 4
| Đội       | Điểm | Trận | Thắng | Hòa | Thua | Bàn thắng | Bàn thua |
| --------- | ---- | ---- | ----- | --- | ---- | --------- | -------- |
| Thái Lan  | 6    | 3    | 3     | 0   | 0    | 21        | 0        |
| Indonesia | 4    | 3    | 2     | 0   | 1    | 3         | 5        |
| Singapore | 2    | 3    | 1     | 0   | 2    | 2         | 13       |
| Malaysia  | 0    | 3    | 0     | 0   | 3    | 1         | 9        |

| Malaysia | 1 - 2 | Singapore |

| Thái Lan | 5 - 0 | Indonesia |

| Indonesia | 1 - 0 | Malaysia |

| Singapore | 0 - 10 | Thái Lan |

| Malaysia | 0 - 6 | Thái Lan |

| Indonesia | 2 - 0 | Singapore |

### Bảng 5
Tất cả các trận đấu diễn ra tại Kathmandu, Nepal
| Đội               | Điểm | Trận | Thắng | Hòa | Thua | Bàn thắng | Bàn thua |
| ----------------- | ---- | ---- | ----- | --- | ---- | --------- | -------- |
| Trung Quốc        | 6    | 3    | 3     | 0   | 0    | 10        | 1        |
| CHDCND Triều Tiên | 4    | 3    | 2     | 0   | 1    | 6         | 5        |
| Nhật Bản          | 1    | 3    | 0     | 1   | 2    | 3         | 8        |
| Hàn Quốc          | 1    | 3    | 0     | 1   | 2    | 2         | 7        |

| Nhật Bản | 1 - 1 | Hàn Quốc |

| Trung Quốc | 3 - 0 | CHDCND Triều Tiên |

| CHDCND Triều Tiên | 2 - 1 | Hàn Quốc |

| Trung Quốc | 3 - 1 | Nhật Bản |

| Nhật Bản | 1 - 4 | CHDCND Triều Tiên |

| Trung Quốc | 4 - 0 | Hàn Quốc |

### Các đội tham gia vòng chung kết
- Bahrain
- Bangladesh
- Trung Quốc
- CHDCND Triều Tiên
- Qatar
- Ả Rập Xê Út (chủ nhà)
- Thái Lan
- UAE